# Пудіч Сергій Олександрович
Пудіч Сергій Олександрович (нар. 18 березня 1988, м. Одеса, Україна) - український кінорежисер, кінопродюсер, сценарист, режисер монтажу та оператор-постановник. Член Української кіноакадемії та Української гільдії режисерів.

## Життєпис
Народився 18 березня 1988 року в Одесі, де провів дитинство, шкільні роки та отримав дві вищі освіти. Після перемоги на Всеукраїнському конкурсі соціальної реклами отримав безкоштовне навчання у Київській Академії Медіа Мистецтв за спеціальністю "Фільмейкінг" та переїхав жити до Київа. У Київі зустрічає майбутню дружину, з якою у 2019 році переїзжають до Китаю, а у 2022 році - до Таїланду. 
- 2001 - 2005 - Одеський юридичний ліцей.
- 2005 - 2010 - ОНУ ім. І.І. Мечникова, Інститут соціальних наук, кафедра політології. Магістр політичних наук.
- 2008 - 2013 - ОНУ ім. І.І. Мечникова, Інститут математики, економіки та механіки, кафедра психології. Бакалавр психологічних наук.
- 2010 - 2013 - аспірант кафедри соціальної та прикладної психолонгії Інституту математики, економіки та механіки ОНУ ім. І.І. Мечникова
- 2012 - 2016 - викладач коледжу підприємництва та соціальної роботи Інституту післядипломної освіти ОНУ ім. І.І. Мечникова
- 2016 - навчання у Київській академії медіа мистецтв (фільмейкінг).
- 2018 - патент Торговельної Марки “EasyLiving Films”

## Родина
Одружений. Дружина Лаура Скорретті, має двох синів Габріель Пудіч (2018 р.н. в м. Рим, Італія) та Лео Пудіч (2019 р.н. в м. Пекін, Китай). 

## Творча діяльність

### Фільмографія
| Рік  | Тип                    | Жанр                 | Оригінальна назва                           | Назва Українською                      | Зазначений у титрах як                                              | Мова                   | Хронометраж (хвилин) | Країна          | Примітки                                                                |
| ---- | ---------------------- | -------------------- | ------------------------------------------- | -------------------------------------- | ------------------------------------------------------------------- | ---------------------- | -------------------- | --------------- | ----------------------------------------------------------------------- |
| 2015 | Короткометражний фільм | Драмеді              | рос. Заказ                                  | Заказ                                  | Режисер, продюсер, режисер монтажу, сценарист                       | Російська              | 10                   | Україна         | Створений в рамках німецько-українського проекту «Суспільство в фокусі» |
| 2016 | Короткометражний фільм | Жахи                 | англ. Hunters for Metal                     | Мисливці за металом                    | Режисер, продюсер, режисер монтажу, сценарист                       | Англійська             | 6                    | Україна         |                                                                         |
| 2016 | Документальний фільм   |                      | рос. Симфония живописи Вадима Кучера-Куцана | Симфонія живопису Вадима Кучера-Куцана | Режисер, продюсер, режисер монтажу, сценарист                       | Російська              | 50                   | Україна         |                                                                         |
| 2017 | Документальний фільм   |                      | англ. Readmitted people in Ukraine          | Реадмісовані в Україні                 | Режисер, продюсер, режисер монтажу                                  | Українська, Англійська | 31                   | Україна         | За підтримки МОМ в Україні                                              |
| 2018 | Короткометражний фільм | Чорна комедія        | англ. Crabgirl                              | Дівчина-краб                           | Режисер, продюсер, режисер монтажу, сценарист                       | Англійська             | 18                   | Україна         |                                                                         |
| 2019 | Короткометражний фільм | Жахи                 | іт. Non è vero                              | Я тобі не вірю                         | Режисер, продюсер, режисер монтажу, сценарист, оператор-постановник | Італійська             | 7                    | Україна, Італія |                                                                         |
| 2019 | Короткометражний фільм | Комедія              | іт. Amore, non è come pensi                 | Кохана, це не те, що ти подумала       | Режисер, продюсер, режисер монтажу, сценарист                       | Італійська             | 10                   | Україна, Італія | Створений в рамках фестивалю Pigneto Film Festival                      |
| 2020 | Короткометражний фільм | Жахи, Трилер         | англ. The Barber                            | Перукар                                | Режисер, продюсер, сценарист                                        | Англійська             | 8                    | Україна         |                                                                         |
| 2020 | Документальний фільм   |                      | укр. Поїзд “Київ-Війна”                     | Поїзд “Київ-Війна”                     | Продюсер, монтажер                                                  | Українська, Російська  | 70                   | Україна         | За підтримки УКФ                                                        |
| 2020 | Короткометражний фільм | Sci-fi               | англ. The Creator                           | Творець                                | Режисер, продюсер, режисер монтажу, сценарист                       | Англійська             | 5                    | Китай, Україна  | Створений в рамках фестивалю The 48 hour film project - Shanghai, 2020  |
| 2020 | Серіал                 | Дрон-серіал, комедія | укр. Карантин Серіал “За вікном”            | Карантин Серіал “За вікном”            | Режисер, режисер монтажу                                            | Українська             | 10                   | Україна         | 1-ий сезон, 1-а серія                                                   |
| 2021 | Короткометражний фільм | Романс, комедія      | англ. What’a’Bucket                         | Оце відро!                             | Режисер, продюсер, режисер монтажу, актор                           | Англійська, Китайська  | 7                    | Китай, Україна  | Створений в рамках фестивалю The 48 hour film project - Shanghai, 2021  |
| 2020 | Короткометражний фільм | Трилер, жахи         | англ. The Peeper                            | Підглядаючий                           | Режисер, продюсер, режисер монтажу, сценарист                       | Англійська             | 12                   | Китай, Україна  |                                                                         |

### Нагороди
| Рік  | Робота                   | Тип                    | фестиваль / конкурс                                                           | Країна             | нагорода                                                                                                   |
| 2012 | Are you baby?            | Комерційна реклама     | Всесвітній конкурс реклами “LG Follow me”                                     | Всесвітній конкурс | Перше місце                                                                                                |
| 2013 | Маленькі Шалості         | Соціальна реклама      | Всеукраїнський конкурс соціальної реклами «Новий погляд на проблеми довкілля» | Україна            | Третє місце[відсутнє в джерелі]                                                                            |
| 2016 | Не виводь людей із кіно  | Соціальна реклама      | Фестиваль соціальної реклами Molodiya Festival’16                             | Україна            | Перше місце                                                                                                |
| 2016 | Дитячі розваги           | Соціальна реклама      | “За цирк без тварин” V Molodiya Festival                                      | Україна            | Спеціальна відзнака жюрі                                                                                   |
| 2016 | Круговоріт добра         | Соціальна реклама      | VI фестиваль соціальної реклами "Інший погляд”                                | Україна            | Перше місце                                                                                                |
| 2017 | Шість демонів підприємця | Соціальна реклама      | Дискримінація не працює \| Molodiya festival                                  | Україна            | Друге місце                                                                                                |
| 2017 | LUKA - Не відпускай      | Музичний кліп          | Канівський міжнародний кінофестиваль                                          | Україна            | Перше місце                                                                                                |
| 2018 | LUKA - Не відпускай      | Музичний кліп          | Director’s Cut International Film Festival                                    | Канада             | Best International music video                                                                             |
| 2018 | Crabgirl                 | Короткометражний фільм | Boobs and Blood International Film Festival                                   | США                | Best Erotic Comedy Short                                                                                   |
| 2018 | Crabgirl                 | Короткометражний фільм | Бардак                                                                        | Україна            | Найкращий фільм                                                                                            |
| 2018 | Crabgirl                 | Короткометражний фільм | Yes! Let's Make a Movie Film Festival                                         | Канада             | Best Comedy                                                                                                |
| 2018 | Crabgirl                 | Короткометражний фільм | Independent StarFilmfest                                                      | Німеччина          | Silver Award Winner                                                                                        |
| 2018 | Crabgirl                 | Короткометражний фільм | WorldFest Houston                                                             | США                | Best Dark Comedy                                                                                           |
| 2019 | Crabgirl                 | Короткометражний фільм | Moody Crab Film Festival                                                      | Індія              | Best Director                                                                                              |
| 2019 | Crabgirl                 | Короткометражний фільм | Milwaukee Twisted Dreams Festival                                             | США                | Best Screenplay                                                                                            |
| 2019 | Non è vero               | Короткометражний фільм | Міжнародний кінофестиваль "Бруківка"                                          | Україна            | Найкращий Український постер                                                                               |
| 2019 | Non è vero               | Короткометражний фільм | The Venus Italian International Film Festival                                 | США                | Best Horror                                                                                                |
| 2019 | Non è vero               | Короткометражний фільм | Zero Degree Film Contest                                                      | Індія              | Best Horror Short                                                                                          |
| 2019 | Amore, non è come pensi  | Короткометражний фільм | X World Short Film Festival                                                   | Італія             | Best Comedy                                                                                                |
| 2019 | Amore, non è come pensi  | Короткометражний фільм | Pigneto Film Festival                                                         | Італія             | Premio Speciale                                                                                            |
| 2020 | Amore, non è come pensi  | Короткометражний фільм | Malta Film Festival                                                           | Мальта             | Best Drama Short                                                                                           |
| 2020 | Amore, non è come pensi  | Короткометражний фільм | Open Window International Film Challenge                                      | Індія              | Best Comedy Short                                                                                          |
| 2020 | Amore, non è come pensi  | Короткометражний фільм | The Venus Italian International Film Festival                                 | США                | Best International Short                                                                                   |
| 2020 | Amore, non è come pensi  | Короткометражний фільм | Macau International film festival                                             | Макао              | Openning movie                                                                                             |
| 2020 | The Barber               | Короткометражний фільм | Бардак                                                                        | Україна            | Відзнака жюрі                                                                                              |
| 2020 | The Barber               | Короткометражний фільм | Cinefantasy International Fantastic Cinema Festival                           | Бразилія           | Best Short Horror                                                                                          |
| 2020 | The Barber               | Короткометражний фільм | Independent StarFilmfest                                                      | Німеччина          | Gold Award                                                                                                 |
| 2020 | The Barber               | Короткометражний фільм | IndieX Film Festival                                                          | США                | Award of Excellence (Special Mention) Outstanding Achievement Award (Horror short)                         |
| 2020 | The Barber               | Короткометражний фільм | Manhattanhenge Film                                                           | США                | Best Horror film                                                                                           |
| 2020 | The Barber               | Короткометражний фільм | Moody Crab Film Fest                                                          | Індія              | Short film                                                                                                 |
| 2020 | The Barber               | Короткометражний фільм | Open Window International Film Challenge                                      | Індія              | Best Horror Short                                                                                          |
| 2020 | The Barber               | Короткометражний фільм | Salt House Creative International Film Festival                               | Австралія          | Best Director                                                                                              |
| 2020 | The Barber               | Короткометражний фільм | Wallachia International Film Festival                                         | Угорщина           | Special Jury Award                                                                                         |
| 2020 | The Barber               | Короткометражний фільм | Yubari International Fantastic Film Festival                                  | Японія             | Special Jury Prize                                                                                         |
| 2020 | The Creator              | Короткометражний фільм | Shanghai 48 hours film project                                                | Китай              | Best Original Score / Best Costumes / Best Visual Effects                                                  |
| 2021 | The Barber               | Короткометражний фільм | Atlanta ShortsFest                                                            | США                | Best Horror Short                                                                                          |
| 2021 | The Barber               | Короткометражний фільм | Beijing Independent Short Film Festival                                       | Китай              | Best Horror Short                                                                                          |
| 2021 | Поїзд "Київ-Війна"       | Документальний фільм   | Київський МКФ КІНОЛІТОПИС                                                     | Україна            | ЗОЛОТА СОФІЙСЬКА ФРЕСКА за найкраще документальне кіно                                                     |
| 2021 | What’a’Bucket            | Короткометражний фільм | Shanghai 48 hours film project                                                | Китай              | Best Film Best Director Best use of character Best use of prop Best practical effects Best ensemble acting |

### Комерційна реклама
- Реклама "Are You Baby?" для LG Kompressor FOLLOW ME™ зайняла перше місце на міжнародному конкурсі від LG Electronics[59].
- Режисер та продюсер рекламних роликів для винного бренду Bolgrad, розблені креативною агенцією Michurin[60].

### Музични кліпи
- 2014 знімає в Одесі свій дебютний кліп для півчині із Дубай Ralana[61] на пісню «Struck by Lightning»[62], а через рік кліп на сінгл «Money Talks»[63].
- 2017 знімає музичний кліп виконавця LUKA на пісню «Не відпускай» за мотивами романа Джорджа Орвела «1984»[64][65].
- 2017 знімає музичний кліп гурту БУДУ на пісню «Кружево», в центрі сюжетної лінії якого лежать Сім Смертних гріхів[66][67].

### Соціальна реклама
Знімає соціальні реклами на різні соціально-значущі тематики: екологія, громадська активність, участь у виборах, дискримінація при прийомі на роботу, повага до оточуючих в кінотеатрі, взаємоповага та допомога, заборона використання диких звірів у цирку, стимулювання підприємницької діяльності, тощо.

## Громадська діяльність
Засновник та президент громадської організації «Право на Гідність».
Координатор проектів громадської організації European Leadership and Debate Academy у Східній Європі.
Член Української кіноакадемії та Української гільдії режисерів.
У 2015 в рамках німецько-українського проекту «Суспільство в фокусі» за підтримки Міністерства іноземних справ Німеччини знімає свій дебютний короткометражний фільм «Заказ» на антикорупційну тематику.
Після повномасштабного вторгнення російської федерації в Україну проводив покази документального фільму "Поїзд «Київ-Війна»" зі збором коштів на допомогу України.